# 歐庫西區
歐庫西区，舊稱歐庫西-安貝諾区或歐庫西-安貝諾縣，是東帝汶的一区，位於帝汶島西北部，是該國一處外飛地。東、南、西為印尼的西帝汶包圍，北臨薩武海。面積815平方公里，人口近7萬，首府歐庫西，下分四次區。儘管歐庫西由西帝汶與薩武海所包圍，不與東帝汶其他的國土連接，但由於是葡萄牙到達帝汶島時最早的根據地，因此在歷史上，歐庫西一直屬於東帝汶的範圍。

## 延伸阅读
- 欧库西产业 (国际) 经济特区